# Kitahana
Kitahana ist ein Bezirk (Ward) des Distriktes Kibondo in der tansanischen Region Kigoma.

## Geografie
Kitahana hat eine Fläche von 30,2 Quadratkilometern. Es liegt an der Nationalstraße B8, etwa auf halber Entfernung zwischen dem Victoriasee und dem Tanganjikasee. Bei der Volkszählung 2022 wurden 13.695 Einwohner gezählt.

## Infrastruktur
- Ärztezentrum: In Kitahana befindet sich ein Ärztezentrum.[4]